# Breakthrough (Pierre Moerlen's Gong)
Breakthrough is een muziekalbum van Pierre Moerlen's Gong. Pierre Moerlen is begin jaren 80 van de 20e eeuw toegetreden tot de Zweedse symfonische rockgroep Tribute. Hij kan daarmee ook zijn eigen band weer leven inblazen; dat gebeurt door dit album. In het cd-hoesje wordt dan ook reclame gemaakt voor New Views van Tribute. Van zijn maatjes uit Gong is alleen Hansford Rowe nog over. Het album is opgenomen in Växjö, Zweden, Starec Studio. Na dit album werd het jaren stil rond deze versie van Gong. De muziek is melodieuze jazzrock.

## Musici
- Pierre Moerlen - drums, percussie en synthesizer;
- Hansford Rowe- basgitaar;
- Lena Andersson - zang;
- Nina Andersson - zang, saxofoon;
- Christer Rhedin - toetsen (Moog);
- Åke Ziedén - elektrisch gitaar;
- Dag Westling - akoestisch gitaar;
- Michales Zylka - Chapman Stick.

## Titels
Alle titels zijn van de hand van Moerlen, met aanvulling, daar waar aangegeven:
1. Breakthrough
2. Spaceship Disco
3. Rock in Seven
4. Six 8
5. Poitou
6. Children's dreams
7. Portrait (samen met Kopf)
8. The road out (gedicht van L. R. Hubbard
9. Romantic punk
10. Far east